# Brachystegia taxifolia
Brachystegia taxifolia Harms, 1902 è una pianta della famiglia delle Fabacee (sottofamiglia Detarioideae), nativa dell'Africa.

## Distribuzione e habitat
Questa specie è segnalata in Zaire, Tanzania, Zambia e Malawi.